# SJ Oe und Of
Die Baureihen Oe und Of waren Elektrolokomotiven der schwedischen Statens Järnvägar in ähnlicher Bauart, die für den Einsatz vor Erzzügen auf der Bahnstrecke Luleå–Narvik bestimmt waren. Sie erhielten Betriebsnummern als Einzellokomotiven und wurden fest gekuppelt als Doppel- oder Dreifachlokomotiven eingesetzt.
Im Laufe ihrer Einsatzzeit wurden einige zweiteilige Of-Lokomotiven in dreiteilige Of3 umgebaut. Die Lokomotiven wurden ab 1922 (Oe) beziehungsweise 1924 (Of) gebaut und waren bis in die 1970er Jahre im Einsatz, 1972 wurden die letzten Exemplare ausgemustert und 1973 verschrottet.

## Herstellung

### SJ Oe
Der mechanische Teil der Baureihe Oe wurde von AB Motala Verkstad gebaut. Die elektrische Ausrüstung der Lokomotiven wurde von dem deutschen Unternehmen WASSEG geliefert, welches ein Akronym für ein Konsortium zwischen den Siemens-Schuckertwerken (SSW) und der Allgemeinen Elektricitäts-Gesellschaft (AEG) war. In den Jahren 1922 und 1923 wurden insgesamt 22 Lokomotiven des Typs Oe an die SJ geliefert. Diese wurden zuerst in der Reihenfolge der Betriebsnummern (56+57, 58+59 usw.) als Doppellokomotiven gekuppelt, später folgten andere Kombinationen. Die Achse III war um 30 mm seitenverschiebbar. Der Haupttransformator vom Typ ELT 1 hatte eine Leistung von 1170 kVA. Die Lokomotiven waren mit Klotzbremsen ausgestattet, die beiden Handbremsen wirkten auf die Achsen II und III.

### SJ Of
Der mechanische Teil der Baureihe Of wurde bis auf die Lokomotiven 94–96 von ASJ-F gefertigt, die elektrische Ausrüstung stammte von ASEA. Von dieser Baureihe wurden in den Jahren 1924, 1927 und 1928 20 Einzellokomotiven an die SJ übergeben. Diese wurden zuerst in der Reihenfolge der Betriebsnummern (78+79, 80+81, 91+92 usw.) als Doppellokomotiven gekuppelt, später folgten auch andere Kombinationen. Die Achse III war um 30 mm seitenverschiebbar. Der Haupttransformator vom Typ ECO 15 hatte eine Leistung von 1020 kVA. Die Lokomotiven waren mit Klotzbremsen ausgestattet, die Handbremsen wirkten auf die Achsen II, III und IV.

### SJ Of (II)
In den Jahren 1937 bis 1944 wurde die Baureihe Oe umgebaut und erhielt die gleiche elektrische Ausrüstung wie die Of-Maschinen. Dabei behielten sie ihre ursprüngliche Betriebsnummer.
Zu Unterscheidungszwecken wurden die nun weitgehend mit den Of identischen umgebauten Oe in Of (II) [Of2] umbenannt. Der Umbau wurde sowohl von der AB Motala Verkstad als auch von der AB Svenska Järnvägsverkstäderna (ASJ) durchgeführt. Die neue elektrische Ausrüstung für den Umbau stammte von der Allmänna Svenska Elektriska AB (ASEA). Die ovalen Lokomotivschilder erhielten die Baureihenbezeichnung Of2 mit kleiner Baureihenziffer sowie das Baujahr und das Umbaujahr (Beispiel: Statens Järnväger Of2 72 1923–1944).

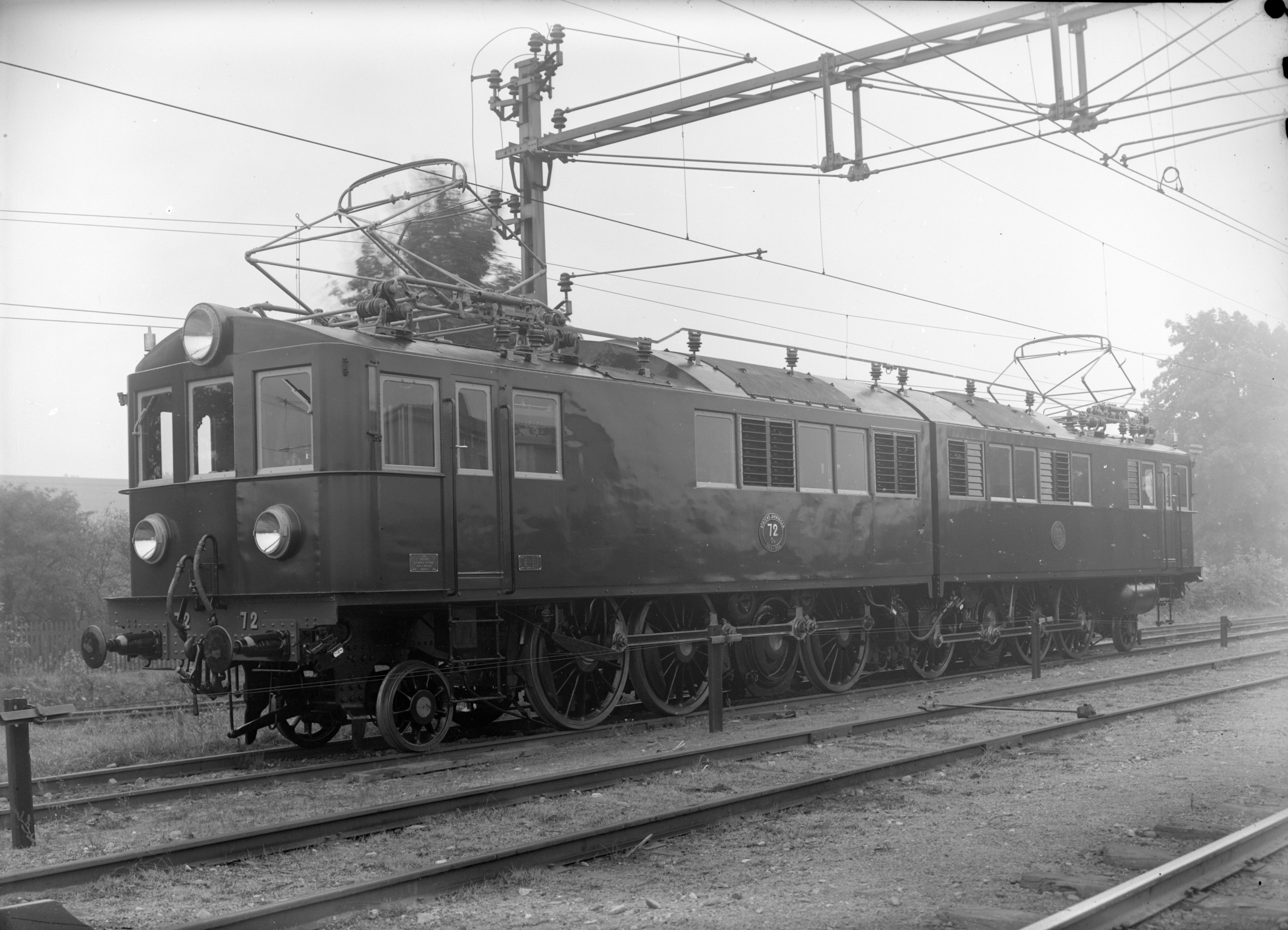
Of2 72+73 mit Stahlaufbau

Die Doppellokomotive Of 72+73 erhielt 1944 einen stählernen Lokkasten, 1952 erhielt diesen auch die Of 70+71. Dadurch erhöhte sich das Dienstgewicht von 136,1 t auf 136,7 t. Of 70+71 gerieten am 24. Juli 1965 in Gällivare in Brand und wurden im gleichen Jahr verschrottet.

### SJ Of (III)
In den Jahren 1953 bis 1961 wurden neun Doppellokomotiven zu sechs Dreifachlokomotiven mit der Achsfolge 1'C+C1'+C1' umgebaut und als Of (III) oder Of3 bezeichnet. Diese Dreifachlokomotiven erhielten die Betriebsnamen Of enhet 1 bis Of enhet 6 und bestanden aus den Of 56+57+58; Of 59+60+61; Of 62+63+64; Of 65+66+67; Of 82+83+84 und Of 85+86+87. Die Einheiten 3 bis 6 wurden 1960, die beiden anderen Einheiten 1961 wieder in Einzel- bzw. Doppellokomotiven aufgeteilt.
Bei den Dreifachlokomotiven wurde der Stromabnehmer der mittleren Lokomotive entfernt. Stattdessen umfasste die Hochspannungsleitung auf dem Dach nun alle drei Lokomotivteile. Die ursprüngliche Steuerung mit 13 Fahrstufen wurde beibehalten, allerdings wurde bei den Haupt- und Übergangsfahrstufen nun zwischen einer vollständigen Doppellokomotive und der hinzugefügten Lokhälfte gewechselt.

## Technischer Aufbau
Sowohl die Baureihe Oe als auch die Baureihe Of hatten einen hölzernen, mit Teakholz verkleideten Aufbau. Dieser ähnelte sehr durch die Materialwahl und Ausführung dem Aufbau der zuerst bei den Od- und Pb-Lokomotiven und später auch bei einigen D-Lokomotiven verwendet wurde. Bei einigen Of- und Of2-Lokomotiven wurde der hölzerne Aufbau später durch einen aus Stahl ersetzt.

## Elektrische Ausrüstung
Jede Lokomotive hatte einen Haupttransformator. Die Primärseiten beider Transformatoren wurden von der Oberleitung mit 15 kV 16⅔ Hz Wechselspannung versorgt. Auf den Sekundärseiten der Transformatoren befanden sich jeweils fünf Spannungsausgänge für den Fahrstrom, die über Schütze zu 10 (bei der Baureihe Oe) beziehungsweise 13 (bei den Baureihen Of und Of2) verschiedenen Spannungsstufen für die Fahrmotoren zusammengefasst wurden. Die Schützen wurden vom Triebfahrzeugführer über einen Regler gesteuert der je nach Lokomotivtyp 10 (Oe) oder 13 (Of/Of2) Fahrstufen hatte. Zwischen den einzelnen Fahrstufen gab es jeweils noch Übergangsfahrstufen, die die Spannung der Fahrmotoren in der hinteren Lokomotivhälfte separat steuerten, damit der Triebfahrzeugführer übermäßige Traktionssprünge vermeiden konnte. Zudem gab es eine sogenannte "Halbstellung" für langsames Fahren. Jede Lokomotive hatte einen eigenen Stromabnehmer.

## Einsatz
Auf der Strecke zwischen Kiruna und Narvik durften die umgebauten Of3-Lokomotiven Zuggewichte von bis zu 3100 Tonnen ziehen. Das maximal erlaubte Zuggewicht für die Of/Of2-Lokomotiven betrug auf derselben Strecke nur 2250 Tonnen. Von den Doppellokomotiven El 3 der NSB, die eine ähnliche Grundkonstruktion und Leistung wie die Oe- und Of-Lokomotiven hatten, wurden ebenfalls einige zu Dreifachlokomotiven umgebaut. Die El 3-Lokomotiven beförderten zusammen mit den Lokomotiven der SJ Erzzüge auf der Malmbana und Ofotbane. Mit dem Umbau der neun Doppellokomotiven zu Of3 wurden die verbleibenden Lokomotiven alle in Of2 umbenannt, unabhängig vom technisch-historischen Hintergrund.

## Unterschiede zwischen den Baureihen Oe/Of/Of2/Of3
|                 | Leistung   | Leistung | Fahrmotoren | Fahrmotoren | Fahrmotoren       | Dimensionen | Dimensionen   | Massen           | Massen     | Massen |
| Dauer- leistung | Zug- kraft | Anzahl   | Typ         | Übersetzung | Länge über Puffer | Radstand    | Dienst- masse | Adhäsions- Masse | Achs- last |        |
| Oe              | 2880 PS    | 39 t     | 4           | ELM 1/1     | 19:93             | 20930 mm    | 16600 mm      | 126,8 t          | 100,8 t    | 16,8 t |
| Of              | 2800 PS    | 40 t     | "           | KJ 127      | 22:105            | 20926 mm    | 16300 mm      | 127,8 t          | 101,6 t    | 17 t   |
| Of2             | "          | 40 t     | "           | "           | "                 | 20930 mm    | 16600 mm      | "                | "          | "      |
| Of3             | 4200 PS    | 60 t     | 6           | "           | "                 | 31355 mm    | 27025 mm      | 204 t            | 162 t      | 18 t   |